# Lanz (Prignitz)
Lanz ist eine Gemeinde im Landkreis Prignitz in Brandenburg.

## Geografie
Lanz ist eine brandenburgische Gemeinde im Südwesten der Prignitz. Die Gemeinde gehört dem Amt Lenzen-Elbtalaue an. Verwaltungssitz des Amtes ist die Stadt Lenzen. Nächstgelegene Städte sind Lenzen im Westen und Wittenberge im Südosten.
Gemeinsam mit seinen Gemeindeteilen reicht das Ortsgebiet von Lanz im Süden bis an die Elbe und wird von der Löcknitz durchflossen.

## Gemeindegliederung
Als bewohnte Gemeindeteile werden Babekuhl, Bernheide, Ferbitz, Gadow, Jagel, Lütkenwisch und Wustrow geführt und es werden der Wohnplätze Bärwinkel und Mittelhorst erfasst.

## Geschichte
Aus vielen archäologischen Funden kann auf eine Besiedlung in der Steinzeit geschlossen werden. Lanz, in seiner Ortsanlage ein typisches Runddorf, wurde 1325 als Lantzig erstmals erwähnt.
Der Gemeindeteil Wustrow wird 1399 als Wusterowe zum ersten Mal urkundlich erwähnt, Ferbitz, ebenfalls ein Runddorf, 1423 als Verbettze, Jagel 1423 als Jauel und Bernheide 1521 als Berneheide. Der Gemeindeteil Gadow lag im Mittelalter vermutlich wüst und wird später ausschließlich als Rittergut überliefert. Für den direkt am Elbdeich gelegenen Gemeindeteil Lütkenwisch ist eine mittelalterliche Siedlung nachweisbar.
Im Mai 1945 erreichte die Rote Armee von Osten her die Elbe. Die Dörfer lagen danach an der Demarkationslinie zur britischen Besatzungszone, nach Gründung der DDR im Grenz- und Sperrgebiet zur BRD. Zur Einschüchterung der vorwiegend bäuerlichen Bevölkerung erfolgten Zwangsaussiedlungen (1952 „Aktion Ungeziefer“, 1961 „Aktion Kornblume“). Die DDR ließ als politisch unzuverlässig eingeschätzte Familien zwangsweise von der innerdeutschen Grenze in das Landesinnere aussiedeln. Die Einschätzung der „politischen Unzuverlässigkeit“ erfolgte willkürlich, so dass vor allem Menschen erfasst wurden, die sich in irgendeiner Form negativ über den Staat geäußert hatten. Vorrangig wurden Bauernfamilien ausgesiedelt und deren Betriebe mit dem Ziel enteignet, den Aufbau der sozialistischen Landwirtschaftlichen Produktionsgenossenschaften voranzutreiben.
Der im 500-Meter-Schutzstreifen liegende Ort Lütkenwisch verlor durch Repressalien des Grenzregimes der DDR bis zur Wende 1989 85 % seiner Bevölkerung, mehr als 40 Gebäude wurden abgerissen. Für 1992 war geplant, den Ort bis auf die Grundmauern zu schleifen.
Lanz gehörte seit 1817 zum Kreis Westprignitz in der Provinz Brandenburg und ab 1952 zum Kreis Ludwigslust im DDR-Bezirk Schwerin. Seit 1993 liegt Lanz im brandenburgischen Landkreis Prignitz.

## Bevölkerungsentwicklung
| Jahr | Einwohner |
| ---- | --------- |
| 1875 | 494       |
| 1890 | 473       |
| 1910 | 459       |
| 1925 | 506       |
| 1933 | 538       |
| 1939 | 565       |

| Jahr | Einwohner |
| ---- | --------- |
| 1946 | 0 829     |
| 1950 | 0 845     |
| 1964 | 0 661     |
| 1971 | 0 949     |
| 1981 | 1 069     |
| 1985 | 1 049     |

| Jahr | Einwohner |
| ---- | --------- |
| 1990 | 1 035     |
| 1995 | 0 978     |
| 2000 | 0 923     |
| 2005 | 0 896     |
| 2010 | 0 825     |
| 2015 | 0 745     |

| Jahr | Einwohner |
| ---- | --------- |
| 2020 | 705       |
| 2021 | 696       |
| 2022 | 702       |
| 2023 | 695       |
| 2024 | 700       |

Gebietsstand des jeweiligen Jahres, Einwohnerzahl: Stand 31. Dezember (ab 1991), ab 2011 auf Basis des Zensus 2011, seit 2022 auf Basis des Zensus 2022

## Politik

### Gemeindevertretung
Die Gemeindevertretung von Lanz besteht aus zehn Gemeindevertretern und dem ehrenamtlichen Bürgermeister. Die Kommunalwahl am 26. Mai 2019 führte zu folgendem Ergebnis:
| Partei / Wählergruppe        | Stimmenanteil | Sitze |
| ---------------------------- | ------------- | ----- |
| CDU                          | 43,9 %        | 4     |
| Wir von hier                 | 41,1 %        | 4     |
| Einzelbewerber Mirko Fechter | 08,2 %        | 1     |
| FDP                          | 06,8 %        | 1     |

### Bürgermeister
- 1990–2024 Hans Borchert (CDU)
- seit 2024 Uwe Tiedemann (CDU)

Tiedemann wurde in der Bürgermeisterschaftswahl am 9. Juni 2024 mit 52,5 % der gültigen Stimmen für eine Amtszeit von fünf Jahren gewählt und löste somit  Hans Borchert (Bürgermeister von 1990 bis 2024) (CDU) ab.

## Sehenswürdigkeiten und Kultur
In der Liste der Baudenkmale in Lanz (Prignitz) stehen die in der Denkmalliste des Landes Brandenburg eingetragenen Denkmäler.

### Bauwerke
- Feldsteinkirche Lanz mit verbrettertem Turm
- Geburtshaus von Friedrich Ludwig Jahn
- Schloss Gadow
- Eiskeller Gadow
- Mausoleum im Schlosspark Gadow für den verstorbenen preußischen Generalfeldmarschall Wichard Joachim Heinrich von Moellendorff (1724–1816) im Schlosspark

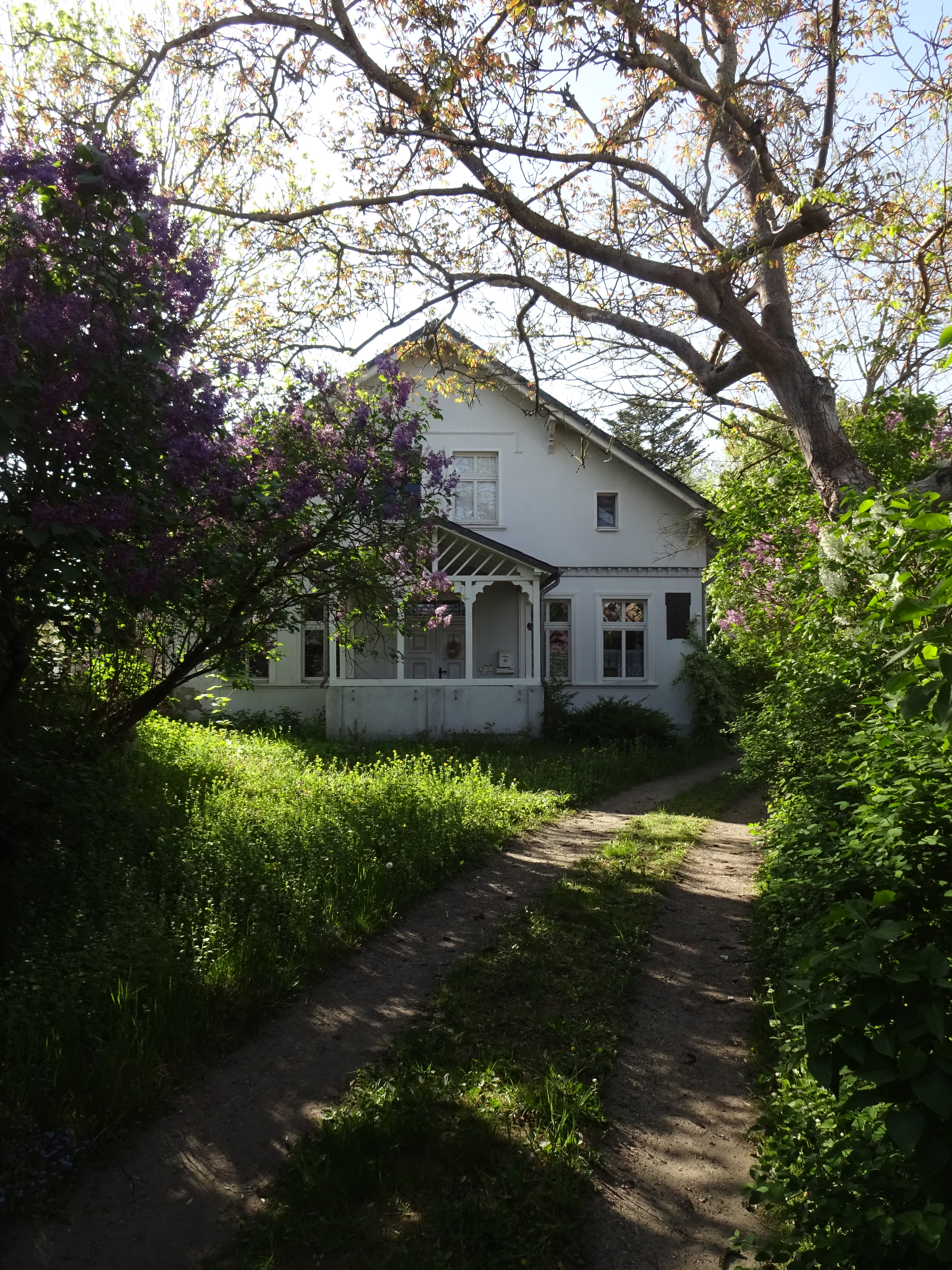
Geburtshaus Friedrich Ludwig Jahn, Am Ring 03

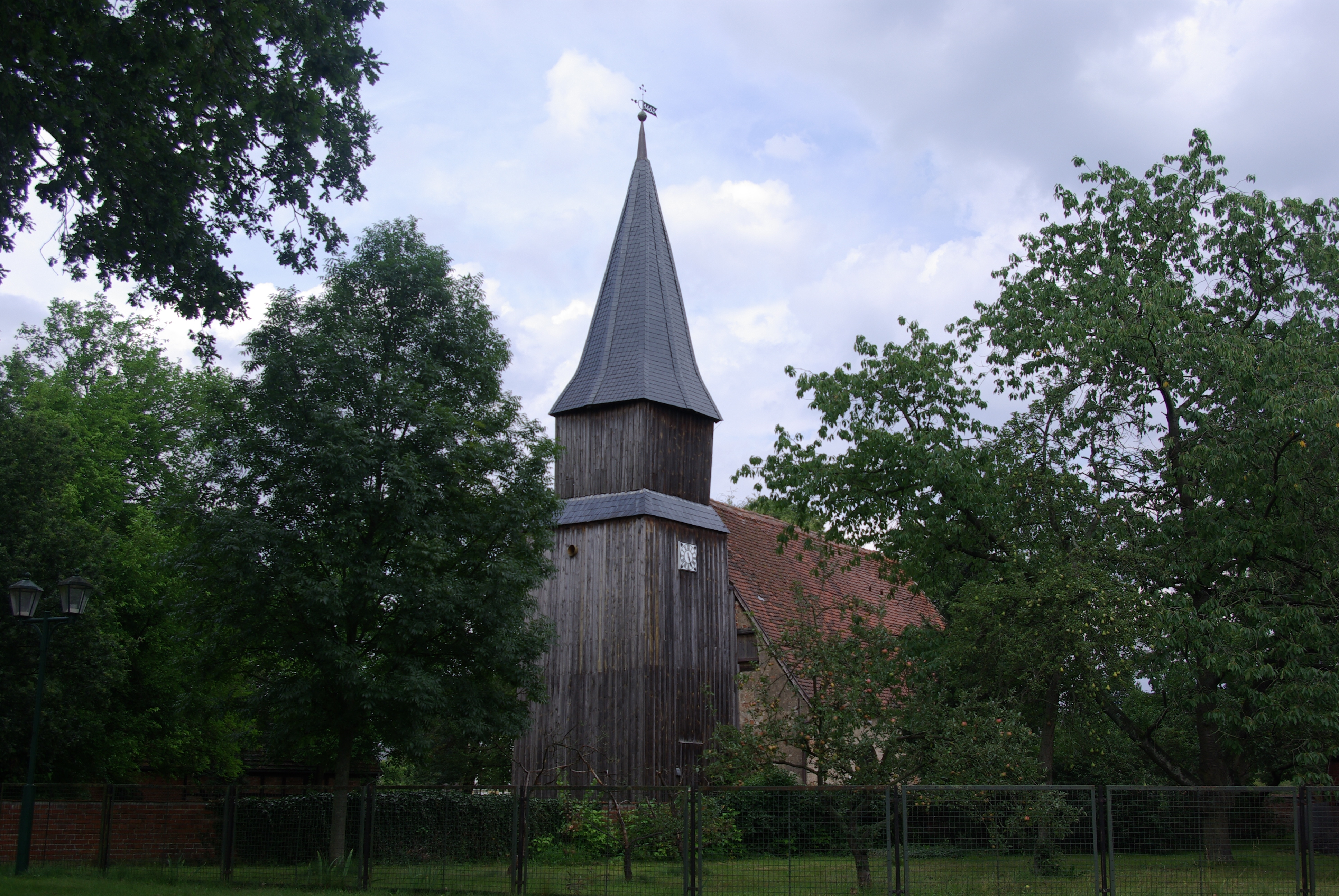
Dorfkirche Lanz
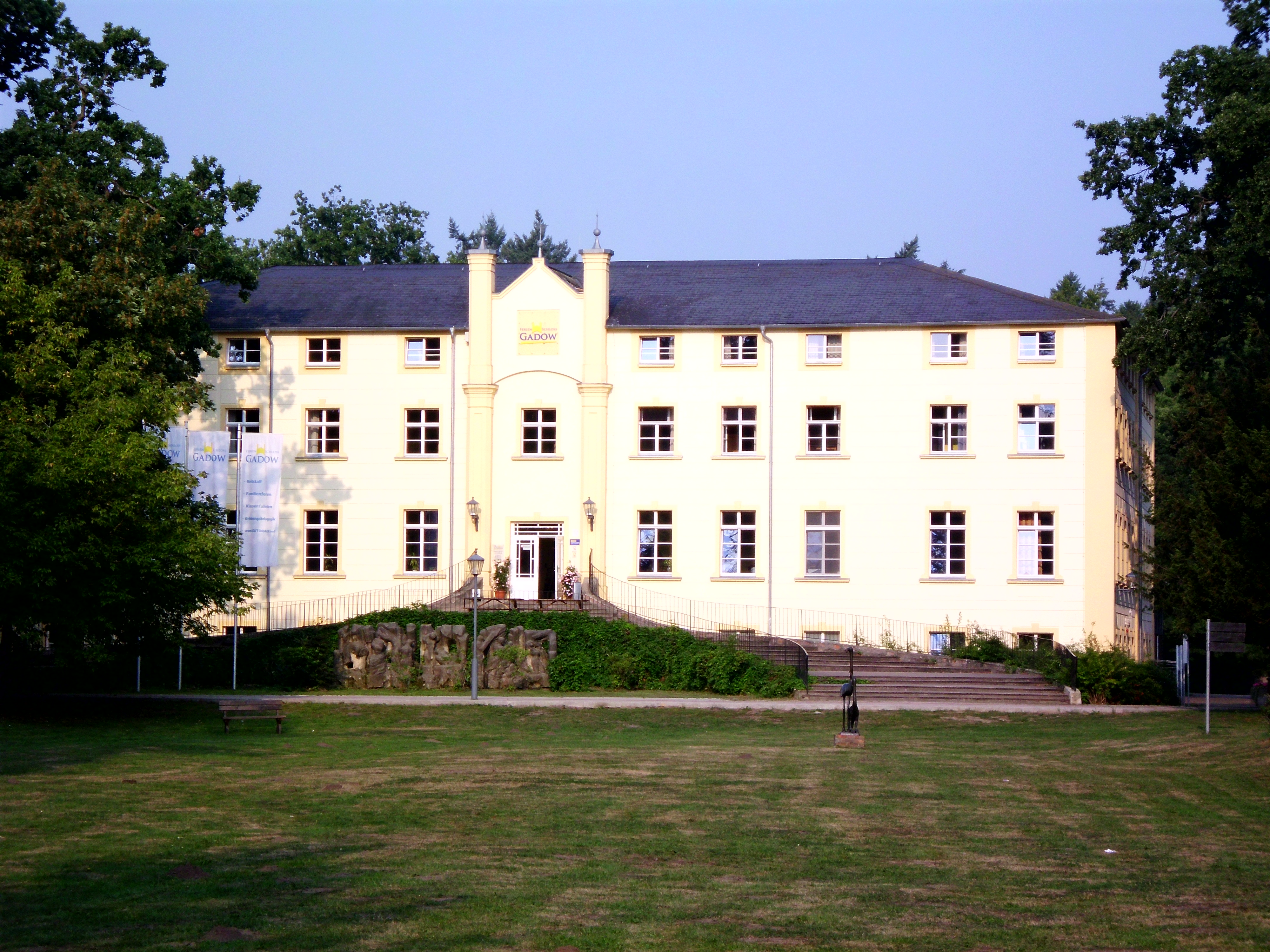
Schloss Gadow
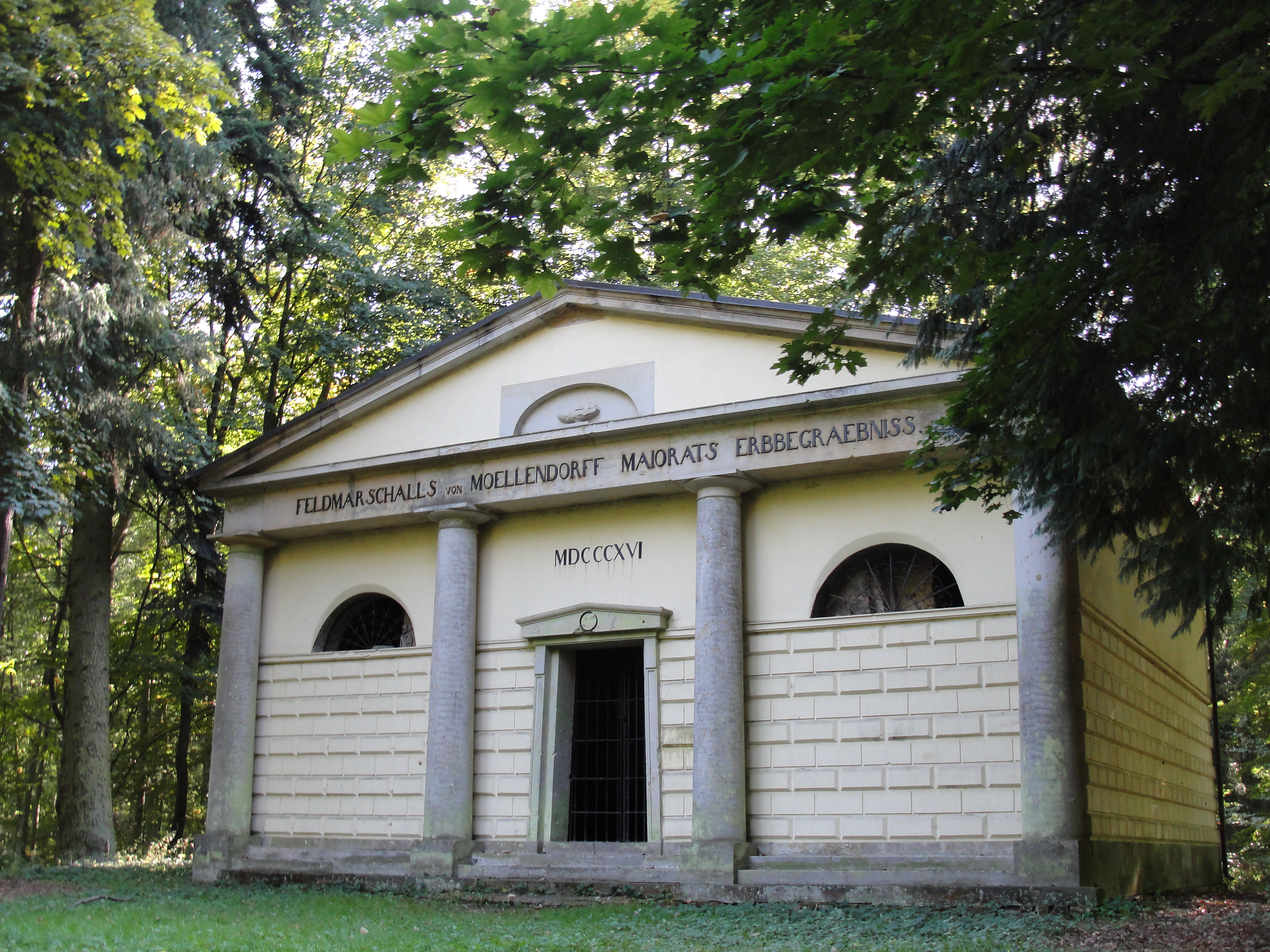
Erbbegräbnis Möllendorff, nach Plänen von Salomo Sachs (1816)

### Museen
- Friedrich-Ludwig-Jahn-Gedenkstätte

### Parks
Sehenswert ist der Schlosspark Gadow mit dendrologisch wertvollem Bestand. Neben anderen Naturdenkmalen befindet sich dort die älteste Eiche des Landkreises Prignitz.

### Regelmäßige Veranstaltungen
- Rhododendronfest Gadow

## Wirtschaft und Infrastruktur

### Verkehr
Lanz liegt an der Bundesstraße 195 zwischen Lenzen und Wittenberge. Von Lütkenwisch an der Landesstraße L 121 gibt es eine Fährverbindung über die Elbe nach Schnackenburg.
Der Abschnitt zwischen Wittenberge und Dömitz der Bahnstrecke Wittenberge–Buchholz, an dem der Bahnhof Lanz lag, wurde 1947 als Reparationsleistung an die Sowjetunion demontiert.

### Bildung
In Lanz befindet sich eine Kindertagesstätte sowie die Friedrich-Ludwig-Jahn-Grundschule.

## Persönlichkeiten

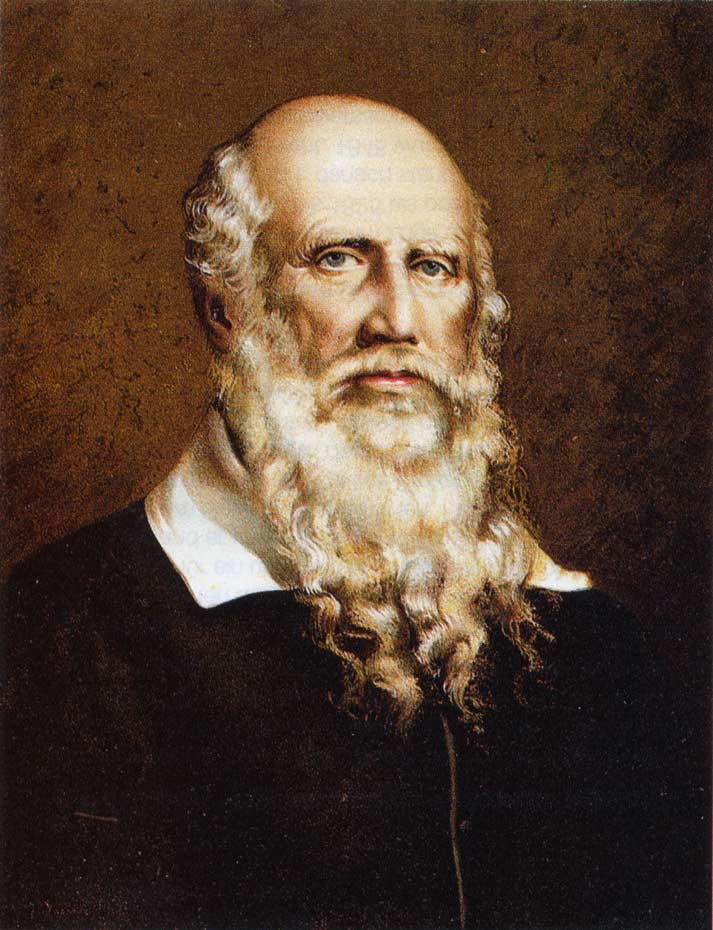
Friedrich Ludwig Jahn

- Friedrich Ludwig Jahn (1778–1852), Turnvater, in Lanz geboren
- Horst Behrendt (1910–1975), Oberstleutnant und Parteisekretär im Ministerium für Staatssicherheit